# Водорина
Водорина или Неа Спарти (на гръцки: Νέα Σπάρτη, Неа Спарти; до 1928 година: Βουδωρίνα, Вудорина, също Βοδωρίνα, Водорина, Βουδουρίνα,Вудурина) е бивше село в Егейска Македония, Република Гърция, дем Горуша (Войо), област Западна Македония.

## География
Селището е било разположено на 860 m надморска височина, в областта Населица на 10-ина km югозападно от град Неаполи (Ляпчища) и 2 km западно от Цотили.

## История

### В Османската империя
В края на ХІХ век Водорина е мюсюлманско гръкоезично село в Населишка каза на Османската империя. Според Васил Кънчов през 1900 година във Водорина живеят 255 валахади (гръкоезични мюсюлмани). Край селото е било разположено Водоринското теке, което е било поклоннически център в района.
На Етнографската карта на Битолския вилает на Картографския институт в София от 1901 година Водорина е чисто турско село в казата Населица на Серфидженския санджак с 51 къщи.
Според статистика на Серфидженския санджак на гръцкото консулство в Еласона от 1904 година във Вудурини (Βουδουρίνη), Населишка каза, живеят 150 валахади.

### В Гърция
През Балканската война в 1912 година в селото влизат гръцки части и след Междусъюзническата в 1913 година Водорина остава в Гърция. При първото преброяване от новата власт през 1913 година във Βοδωρίνα са регистрирани 226 жители.
В средата на 20-те години населението на селото е изселено в Турция по силата на Лозанския договор и на негово място са заселени бежанци от градчето Спарта (Спартала) в областта Писидия, Мала Азия. В 1928 година селото е представено като изцяло бежанско с 23 семейства или 86 души.
В 1928 година името на селото е сменено на Неа Спарти.
През 1949 година поради Гражданската война населението на Неа Спарти се изселва в съседното централно село Цотили. Селото е закрито на 7 април 1951 година.
Днес на мястото на селото се издига църквата „Свети Георги“, построена през 1979 година.
| Година    | 1913 | 1920 | 1928 | 1940 | 1951 | 1961 | 1971 | 1981 | 1991 | 2001 | 2011 | 2021 |
| --------- | ---- | ---- | ---- | ---- | ---- | ---- | ---- | ---- | ---- | ---- | ---- | ---- |
| Население | 266  | 177  | 89   |      |      |      |      |      |      |      |      |      |